# IC 826
IC 826 је спирална галаксија у сазвјежђу Береникина коса која се налази на листи објеката дубоког неба у Индекс каталогу.
Деклинација објекта је + 31° 3' 33" а ректасцензија 12h 51m 19,9s. Привидна величина (магнитуда) објекта IC 826 износи 14,1 а фотографска магнитуда 14,9. IC 826 је још познат и под ознакама MCG 5-30-106, CGCG 159-95, PGC 43538.